# Neoclytus jouteli
Neoclytus jouteli es una especie de escarabajo longicornio del género Neoclytus, tribu Clytini, subfamilia Cerambycinae. Fue descrita científicamente por Davis en 1904.

## Descripción
Mide 4-8 milímetros de longitud.

## Distribución
Se distribuye por Estados Unidos.